# Grižići
Grižići je naseljeno mjesto u Republici Hrvatskoj u sastavu općine Sibinj u Brodsko-posavskoj županiji.

## Zemljopis
Grižići se nalazi sjeverno od Sibinja na cesti između Slavonskoga Broda i Požege, susjedna naselja su Krajačići na jugu, Bilice na sjeveru te Jakačina Mala na istoku.

## Stanovništvo
Prema popisu stanovništva iz 2011. godine Grižići su imali 120 stanovnika, dok su 2001. godine imali 149 stanovnika, od čega 143 Hrvata. 
| broj stanovnika | 168   | 198   | 170   | 187   | 185   | 265   | 202   | 213   | 227   | 234   | 244   | 198   | 173   | 158   | 149   | 120   | 93    |
|                 | 1857. | 1869. | 1880. | 1890. | 1900. | 1910. | 1921. | 1931. | 1948. | 1953. | 1961. | 1971. | 1981. | 1991. | 2001. | 2011. | 2021. |

## Šport
- NK Vatrogasac Grižići